# Guesem el árabe
Guesem el árabe (en hebreo: גֶשֶׁם הָעַרְבִי), también llamado Gasmu, es un personaje bíblico mencionado en el Libro de Nehemías. Según dicho relato, Guesem fue un aliado de Sambalat y Tobías el amonita y adversario de Nehemías. Cuando Nehemías procedió a reconstruir los muros de Jerusalén, los samaritanos y los árabes se esforzaron por obstaculizarlo. Guesem o Gasmu, que probablemente era el jefe de los árabes, se unió a los samaritanos y acusó a Nehemías de conspiración contra el rey persa.
Guesem es la única persona árabe en la Biblia que es mencionada por su nombre.

## Arqueología
Guesem el árabe es aparentemente referido en una inscripción aramea del siglo V a. C., concretamente en un cuenco de plata descubierto en Tell el-Maskhuta, Egipto, en el delta oriental del Nilo, que menciona “Qainu, hijo de Guesem [o Gasmu], rey de Kedar”, un antiguo reino en el noroeste de Arabia. Kedar era uno de los principales grupos árabes de este período; si el "Guesem el árabe" de Nehemías fuera en verdad un rey kedarita, su influencia se habría extendido desde el norte de Arabia hasta incluir a Judá.
No obstante, a pesar de los análisis exhaustivos del cuenco de Qainu y sus correspondencias que apuntan al Guesem bíblico, existe también otro candidato viable para la identificación con dicho Guesem bíblico: Gasm o Jasm, hijo de Shahr, de Dedán. De modo que la existencia de dos candidatos plausibles todavía impide identificarle de forma segura con alguno de los dos.